# NGC 1189
NGC 1189 este o galaxie spirală situată în constelația Eridanul. A fost descoperită în 2 decembrie 1885 de către Francis Leavenworth. Se află la o distanță de 36,6 de megaparseci de Pământ.